# Carl Heinz Peisker
Carl Heinz (auch Carl-Heinz) Peisker (* 21. April 1930 in Bunzlau, Niederschlesien; † 17. Oktober 1980 in Mülheim an der Ruhr) war ein deutscher evangelischer Theologe und Pastor.
Peisker studierte ab 1949 an den Universitäten Marburg und Heidelberg sowie an der Kirchlichen Hochschule Wuppertal. Er legte 1955 und 1957 seine theologischen Examina bei der Evangelischen Kirche in Hessen und Nassau (EKHN) ab und wurde am 24. Oktober 1957 in Frankfurt am Main ordiniert. Nach verschiedenen Tätigkeiten in der EKHN wurde er 1962 Dozent am „Kolleg für Evangelische Unterweisung“, dem heutigen Pädagogisch-Theologischen Institut der Evangelischen Kirche im Rheinland, in Bad Godesberg. 1967 wechselte er in eine Pfarrstelle in der Diakonenanstalt Mülheim an der Ruhr (später Theodor Fliedner Werk), deren Leitung er von 1972 bis zu seinem Tod innehatte.
Peisker verfasste eine von Theologiestudenten viel benutzte Hebräische Wortkunde (1962; 4. Aufl. 1978) und wurde ansonsten vor allem als Herausgeber bekannt. Auch seine Evangeliensynopsen zur Lutherbibel, zur Zürcher Bibel und zur Einheitsübersetzung erreichten zahlreiche Auflagen. Dazu gab er unter anderem die Buchreihe Dienst am Wort und eine fünfbändige Sammlung Texte zur Predigt heraus. 1969 wurde er von der Protestantisch-Theologischen Universität in Kampen zum Dr. theol. promoviert.